# Springende hazelaargalmug
De springende hazelaargalmug (Contarinia coryli) is een muggensoort uit de familie van de galmuggen (Cecidomyiidae). De wetenschappelijke naam van de soort is voor het eerst geldig gepubliceerd in 1859 door Kaltenbach.

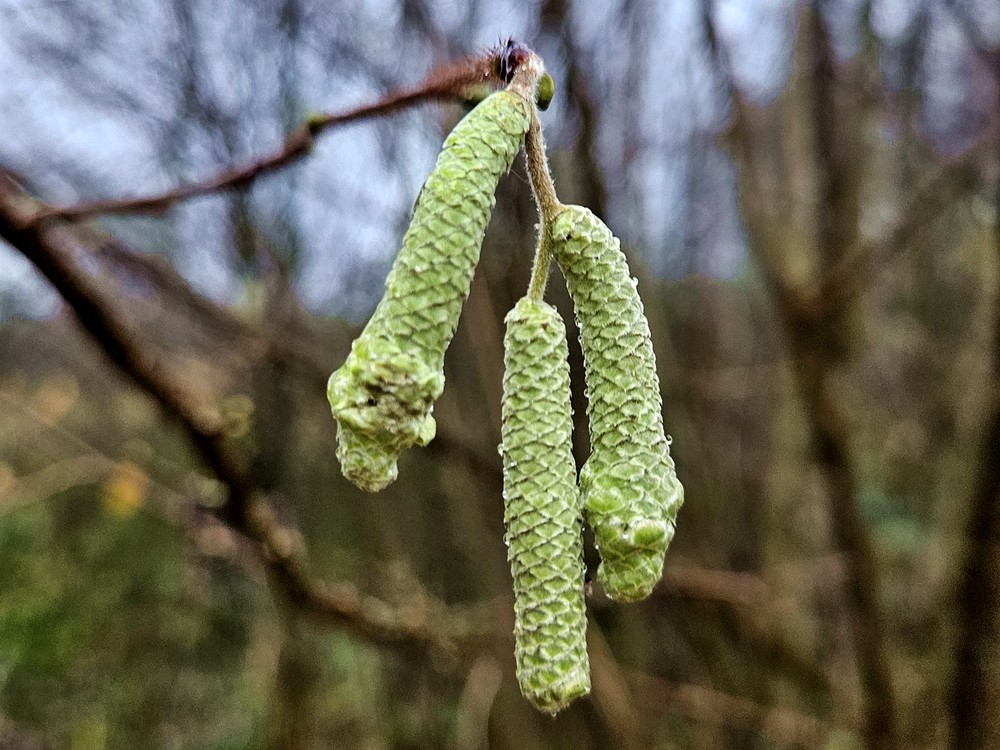
Gallen in de katjes van Hazelaar.
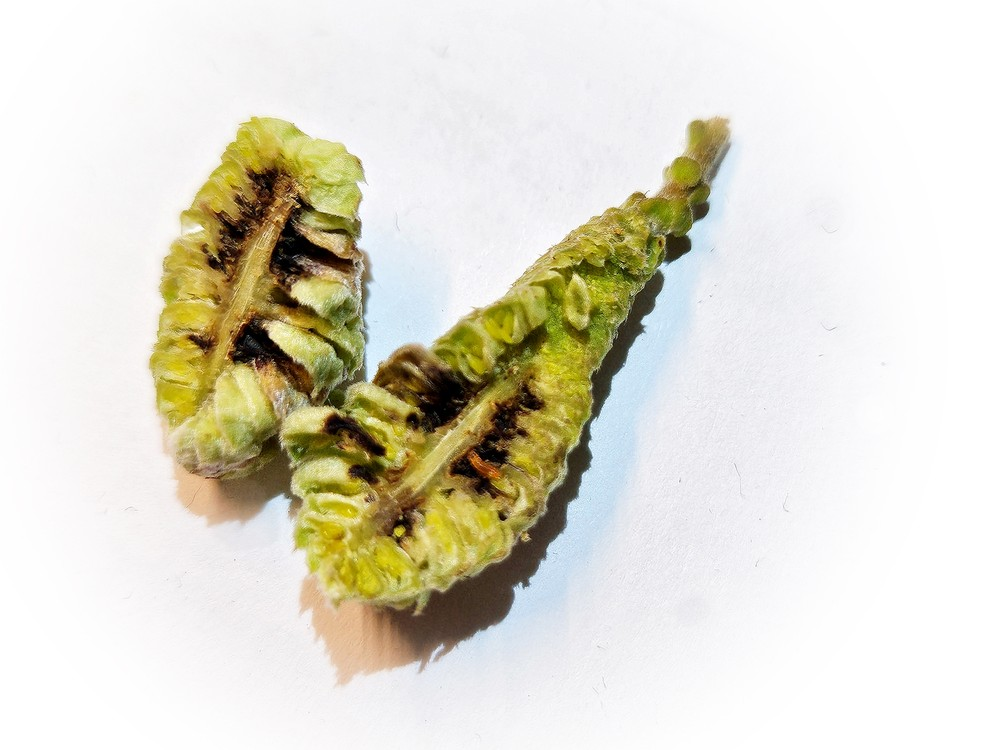
Een opengewerkte gall
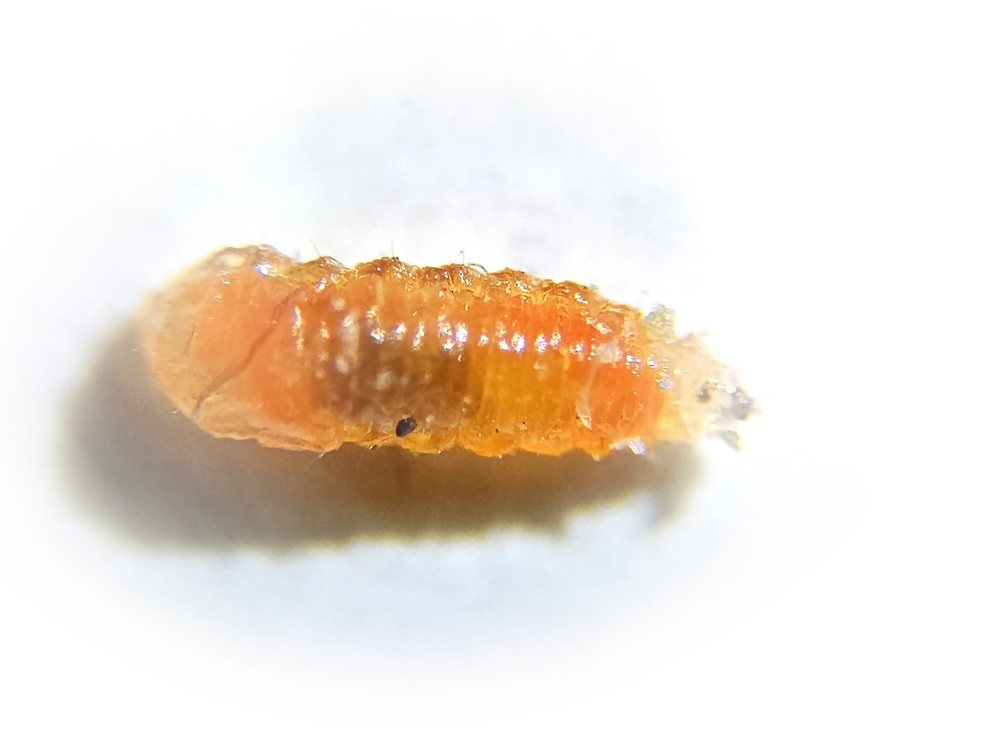
Een larve